# Luetzelburgia pallidiflora
Luetzelburgia pallidiflora är en ärtväxtart som först beskrevs av Carlos Toledo Rizzini, och fick sitt nu gällande namn av Haroldo Cavalcante de Lima. Luetzelburgia pallidiflora ingår i släktet Luetzelburgia och familjen ärtväxter. Inga underarter finns listade i Catalogue of Life.